# Akutaq
Akutaq o Agoutuk è un piatto tradizionale della cucina yupik e inupiaq in Alaska, diffusosi in tutto il Nord America anglofono. La parola in inuit significa "miscela". Viene anche chiamato "gelato eschimese".
Si basa su latte o succo di frutta, con l'aggiunta di grasso di renna o alce e olio di foca o grasso di balena. Il grasso viene tagliato in pezzi, liquefatto dal calore e poi lanciato spumoso. L'olio di foca e acqua o neve fresca sono aggiunti e lavorati fino a che la miscela ha una consistenza abbastanza ferma. Poi vengono aggiunti frutti di bosco, ad esempio i mirtilli, e il ghiaccio è messo a raffreddare.